# Nantou (stad)
Nantou is een stad in Taiwan en is de hoofdstad van het arrondissement (xiàn) Nantou.
Nantou telt ongeveer 108.000 inwoners.

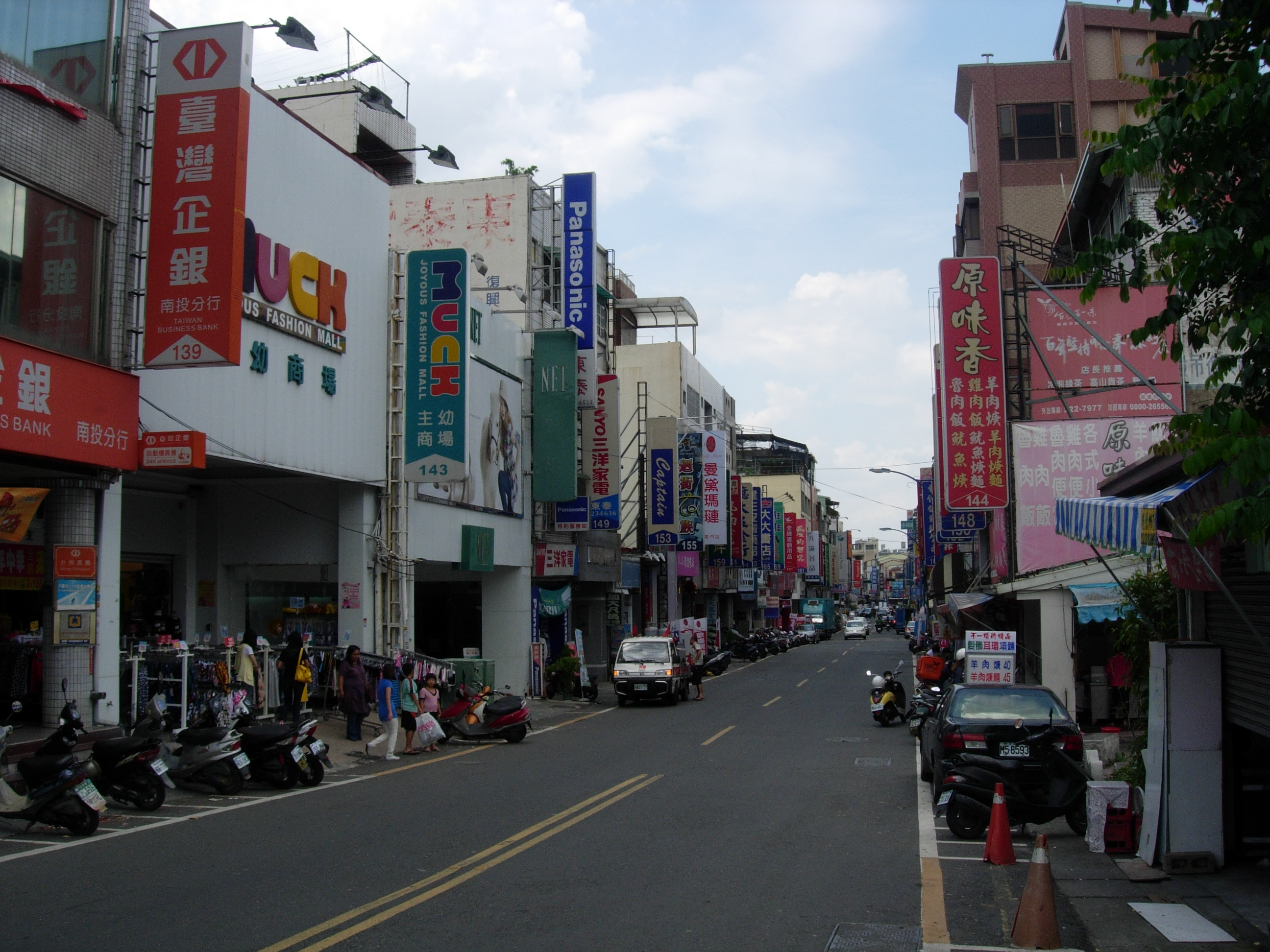
Straat in Nantou
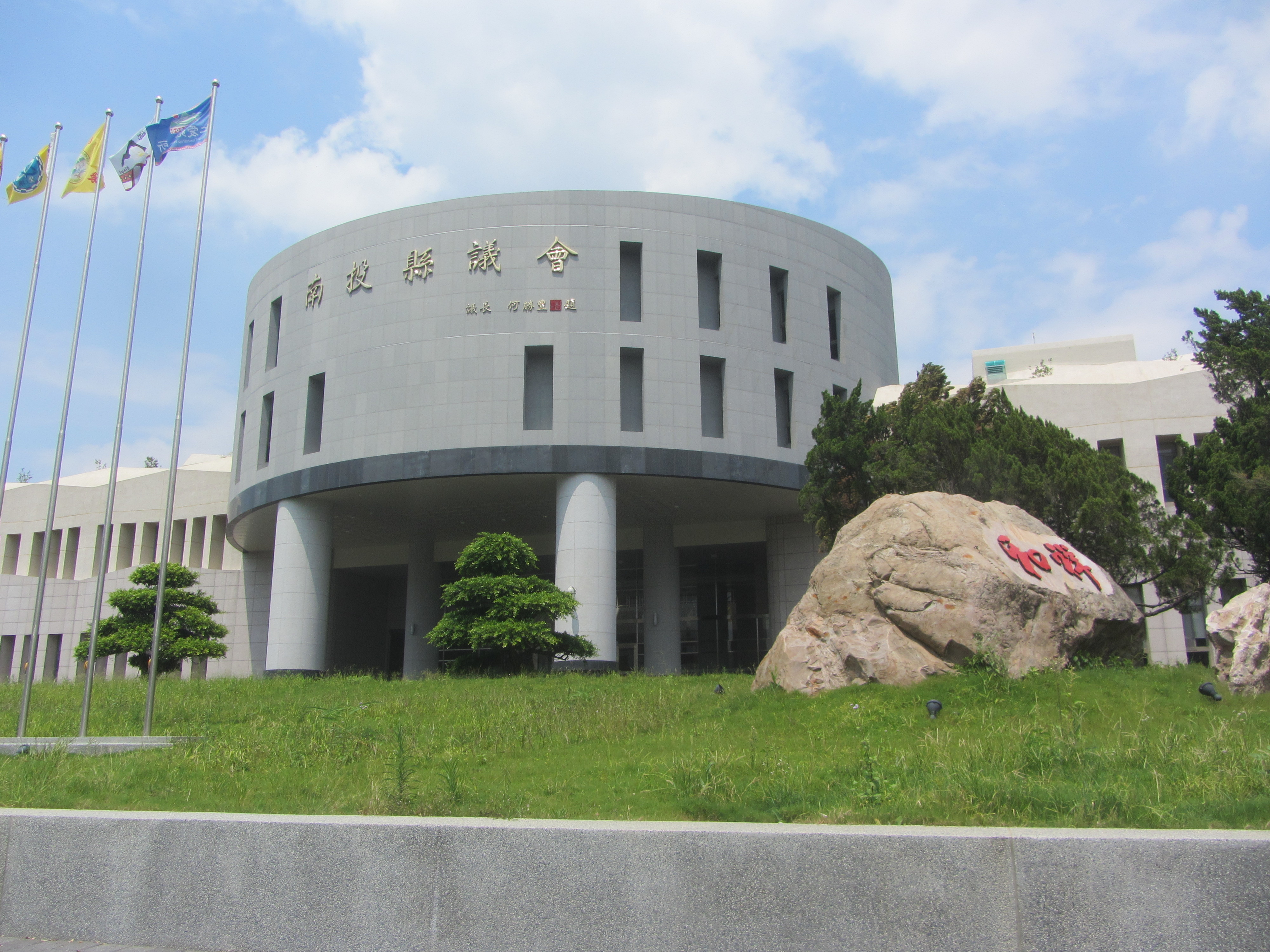
Gemeentehuis
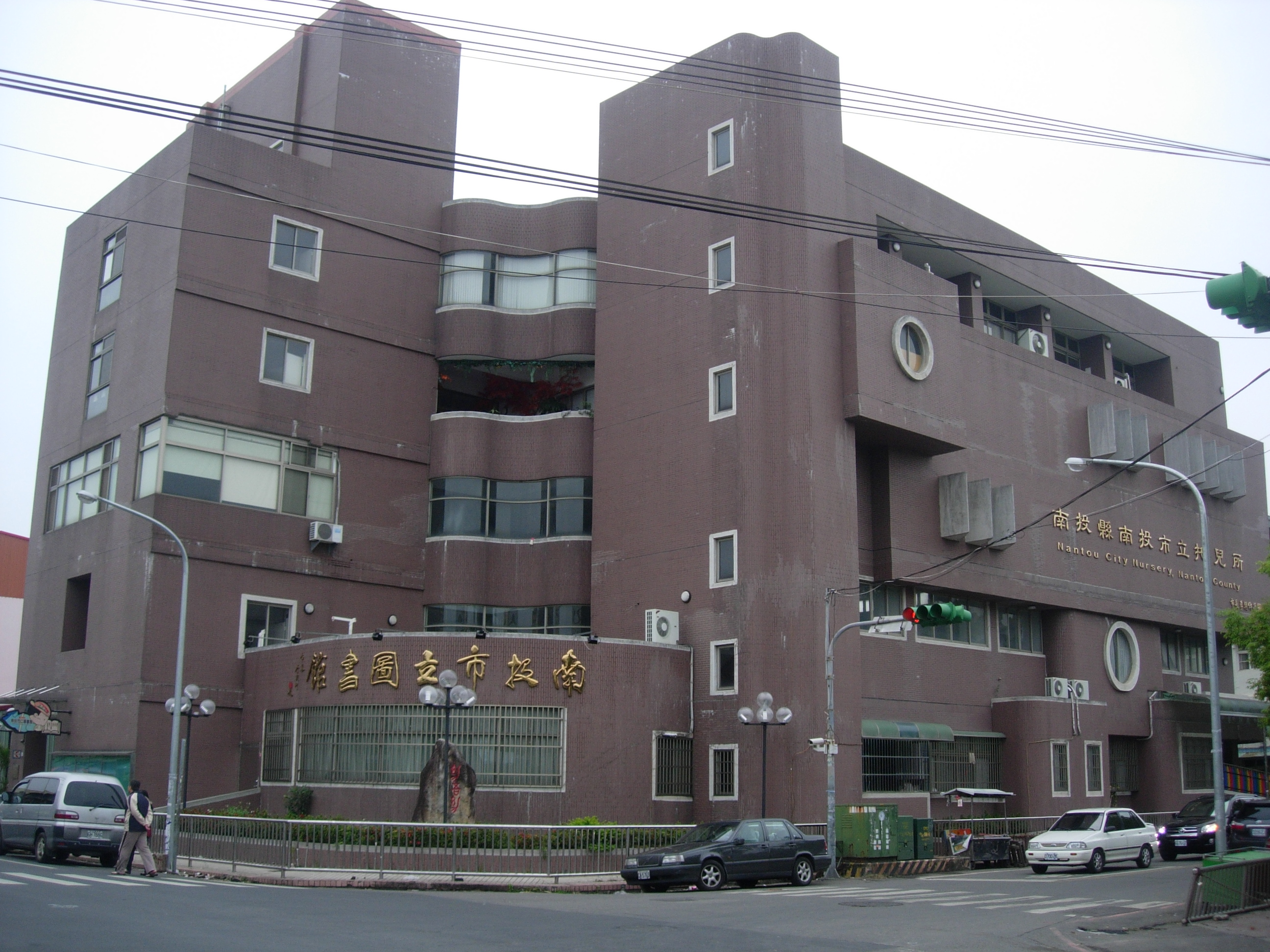
Bibliotheek van Nantou
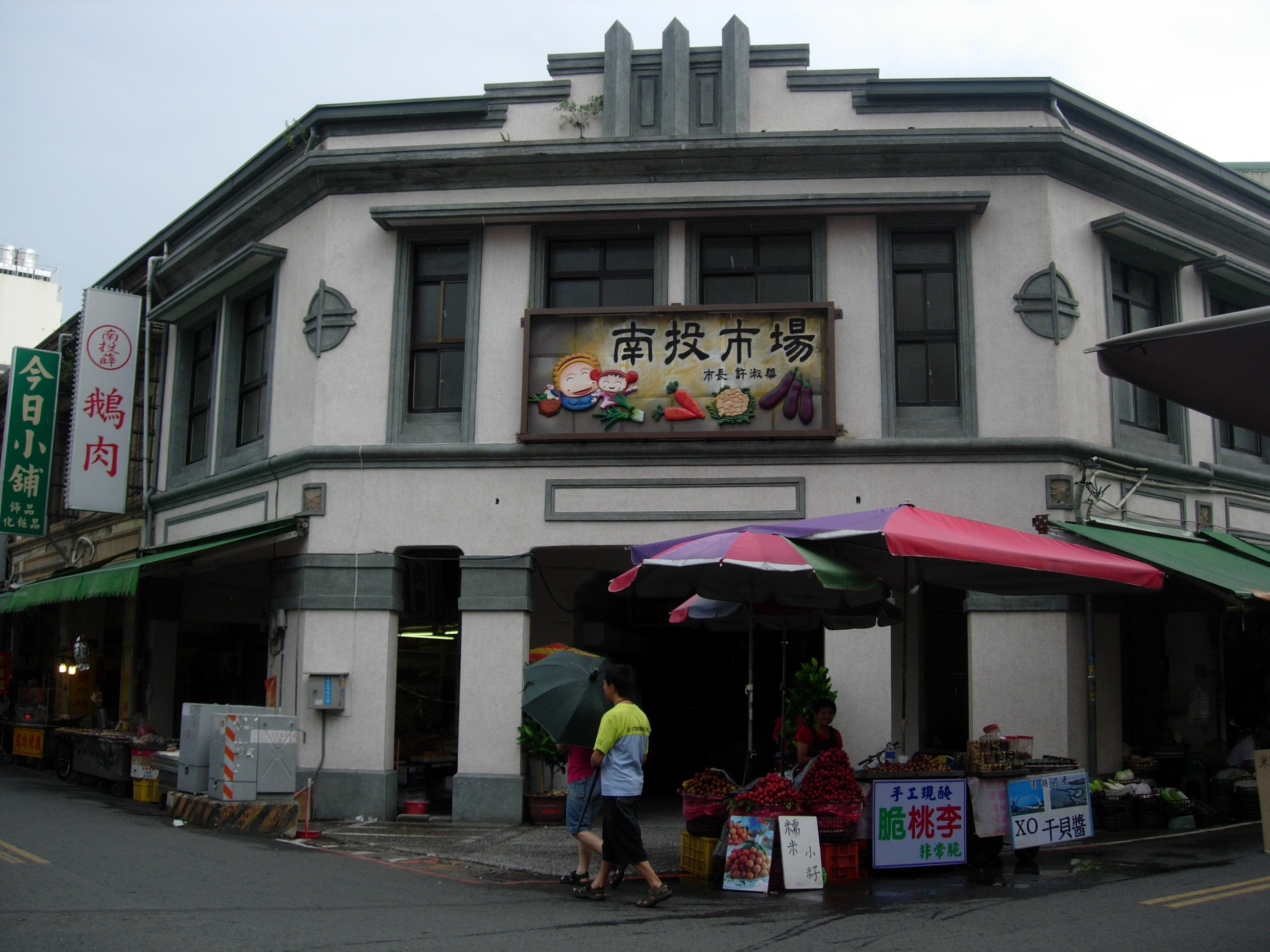
Markt